# Francesco Balducci
Francesco Balducci (Palermo, 1579 – Roma, 20 novembre/31 dicembre 1642) è stato un poeta italiano, autore anche di alcune opere in siciliano.

## Biografia
Nato nel Regno di Sicilia, studiò presso i Gesuiti e nel 1597 scappò a Napoli per conoscere il mondo, o, più probabilmente, a causa di alcuni nemici. Nel capoluogo campano Balducci conobbe gli ambienti accademici e visitò le tombe di Virgilio e Jacopo Sannazaro.
Nel 1601 si trasferì a Roma e si arruolò nell'esercito di Clemente VII. Come militare partecipò solo alla spedizione in Ungheria sotto il comando di Gianfrancesco Aldobrandini per liberare l'imperatore Rodolfo II dai turchi. Al suo ritorno, entrò a far parte di alcune accademie tra Roma, Perugia e Bologna. Nel 1622 tornò per breve tempo a Palermo. Conobbe Simone Rau e Requesens, suo allievo, e Tommaso Stigliani, per cui scrisse le prefazioni ad alcune opere.
Il momento di quiete venne rotto dal suo carattere inquieto: fu costretto a tornare a Napoli per i contrasti con papa Urbano VIII e poi ancora a Roma dove venne incarcerato. Nel 1630 tornò in Sicilia e diventò cappellano. Dopo aver lavorato all'ospedale di San Sisto a Roma, venne assunto da Pompeo Colonna, con cui rimase fino alla morte.

## Opere
Francesco Balducci è uno degli ultimi esponenti della corrente letteraria siciliana del petrarchismo. Molto probabilmente solo in gioventù si dedicò alla composizione di una ventina di canzoni in ottave scritte in lingua siciliana, raccolte ne Le Muse Siciliane di Giuseppe Galeano e in alcuni manoscritti. L'importanza di Balducci sta nell'aver cercato di instaurare un rapporto diretto con il Canzoniere di Francesco Petrarca.
Con la sua fuga al centro Italia (giudicata dai contemporanei come un tradimento della patria), la sua attenzione si volse alla produzione in volgare toscano. Il Balducci maturo ha uno stile barocco, ma la sua opera non è facilmente classificabile in una corrente letteraria specifica. È vicino comunque ai marinisti. Prima di morire, lasciò due oratori, La Fede e Il Trionfo; è il primo ad aver utilizzato il termine «oratorio» per indicare la forma musicale.